# (4811) Semashko
(4811) Semashko es un asteroide perteneciente al cinturón de asteroides, descubierto el 25 de septiembre de 1973 por la astrónoma ucraniana Liudmila Zhuravliova desde el Observatorio Astrofísico de Crimea (República de Crimea).

## Designación y nombre
Designado provisionalmente como 1973 SO3. Fue nombrado Semashko en honor a Nikolaj Alekseevich Semashko, organizó el sistema de servicios de salud en la URSS durante la década de 1920.

## Características orbitales
Semashko está situado a una distancia media del Sol de 2,246 ua, pudiendo alejarse hasta 2,656 ua y acercarse hasta 1,836 ua. Su excentricidad es 0,182 y la inclinación orbital 5,059 grados. Emplea 1229 días en completar una órbita alrededor del Sol.

## Características físicas
La magnitud absoluta de Semashko es 13,9. Tiene 3,767 km de diámetro y su albedo se estima en 0,247.